# Цкере
Цихісубані (груз. წკერე) — село в Грузії.
За даними перепису населення 2014 року в селі проживає 3 осіб.